# Johannisthal (Heroldsberg)
Johannisthal (fränkisch: Johannisdahl) ist ein Gemeindeteil des Marktes Heroldsberg im Landkreis Erlangen-Höchstadt (Mittelfranken, Bayern). Johannisthal liegt in der Gemarkung Großgeschaidt.

## Lage
Die Einöde liegt direkt an der Bundesstraße 2 und an der Gründlach. Im Norden grenzen Acker- und Grünland an. Die Flur wird Letten genannt. Im Süden befinden sich die Waldgebiete Wedlach und Im Blech.

## Geschichte
Der Ort wurde vom ursprünglich in Ziegelstein ansässigen Ziegler Johann Egersdörfer auf dem Gemeindegebiet von Großgeschaidt gegründet und nach dessen Vornamen benannt. 1923 wurde der Betrieb der Ziegelhütte eingestellt. 1993 wurde der Bauernhof abgebrochen. Am 1. Mai 1978 wurde der Ort nach Heroldsberg eingegliedert.

### Einwohnerentwicklung
| Jahr      | 001885 | 001900 | 001925 | 001950 | 001961 | 001970 | 001987 |
| Einwohner | 13     | 7      | 3      | 20     | 17     | 16     | 7      |
| Häuser    | 1      | 1      | 1      | 1      | 4      |        | 2      |
| Quelle    | [ 8 ]  | [ 9 ]  | [ 10 ] | [ 11 ] | [ 12 ] | [ 13 ] | [ 1 ]  |

## Religion
Der Ort ist evangelisch-lutherisch geprägt und nach St. Matthäus (Heroldsberg) gepfarrt. Die Katholiken sind nach St. Georg (Ziegelstein) gepfarrt.